# Angus Tung
Angus Tung (cinese tradizionale: 童安格; pinyin: Tóng Āngé; Taipei, 26 luglio 1959) è un cantante, compositore e produttore discografico taiwanese, che è stato popolare soprattutto tra la metà degli anni '80 e la metà dei '90.
Angus Tung ha debuttato nel 1983 grazie al bell'aspetto, e due anni dopo ha pubblicato il suo primo album studio Miss You (想你). Dopo la prima pubblicazione, ha registrato altri 14 album, incluso il classico della musica pop cinese Thinking of You (其实你不懂我的心). Ha vinto diversi premi quali "Miglior cantante uomo" ed è entrato nella "Top 10 degli artisti più popolari della Cina". Al giorno d'oggi Angus continua a comporre e cantare musica, sebbene sia più attivo come attore di serie televisive e presentatore di programmi radiofonici.

## Discografia
- 想你 (1985)
- 女人 (1986)
- 我曾經愛過 (1986)
- 跟我來 (1987)
- 其實你不懂我的心 (1989)
- 夢開始的地方 (1989)
- 花瓣雨 (1990)
- 真愛是誰 (1990)
- 一世情緣 (1991)
- 愛與哀愁 (1992)
- 現在以後 (1994)
- 聽海的歌 (1995)
- 看未來有甚麼不一樣 (1995)
- 收留 (1996)
- 青春手卷 (2003)